# Tomsk II
Tomsk II – jedna z dwóch stacji kolejowych w Tomsku, w obwodzie tomskim, w Rosji. Po wybudowaniu jej w 1896 roku nosiła nazwę Tomsk i była główną stacją miasta. Z biegiem czasu, większość pasażerów zaczęła korzystać ze stacji Mieżeninowka, która była bliżej centrum miasta, więc w 1909 roku Rada Miasta Tomsk postanowiła zmienić nazwę stacji Mieżeninowka na Tomsk I, a Tomsk na Tomsk II. Znajdują się tu 2 perony z 3 krawędziami oraz dworzec z 1997 roku, który zastąpił stary, drewniany.